# Гребінь Василь Васильович
Гребінь Василь Васильович (*20 грудня 1964 року) — український гідролог-гідрохімік, доктор географічних наук, професор, завідувач кафедри гідрології та гідроекології Київського національного університету імені Тараса Шевченка.

## Біографія
Народився 20 грудня 1964 року в Читі, Росія. Закінчив у 1987 році географічний факультет (кафедра гідрології та гідрохімії) Київського університету. У 1987–1992 роках працював у проблемній науково-дослідній лабораторії гідрохімії (пізніше НДС гідроекології та гідрохімії) географічного факультету Київського університету спочатку інженером, пізніше молодшим науковим співробітником. Кандидатська дисертація «Формування стоку важких металів у лісостеповій зоні України (на прикладі басейну річки Рось)» захищена у 1998 році. Докторська дисертація «Регіональний ландшафтно-гідрологічний аналіз сучасного водного режиму річок України» захищена у 2011 році. Працює з 1992 року асистентом, з 1999 року доцентом, з 2013 року професором, з 2019 року - завідувачем кафедри гідрології та гідроекології.
Вчений секретар спеціалізованої ради із захисту докторських дисертацій Д 26.001.22 Київського університету впродовж 2000 — 2012 років. Відповідальний секретар (2001—2009 рр.), заступник головного редактора (з 2011 р.) міжвідомчого наукового збірника «Гідрологія, гідрохімія і гідроекологія».
Викладає курси:
- «Загальна гідрологія»,
- «Гідрологія річок»
- «Океанологія»
- «Водогосподарські розрахунки»,
- «Гідрологія гірських регіонів»,
- «Водогосподарський комплекс України»,
- «Небезпечні гідрологічні явища»
- «Глобальні зміни клімату та їх вплив на гідросферу».

Виконує дослідження, пов'язані із вивченням впливу кліматичних змін на гідрологічні характеристики, формуванням стоку води і наносів річок України. Брав участь в експедиційних дослідженнях Дніпровсько-Бузького та Дністровського лиманів, 30 км зони відчуження ЧАЕС, каскаду Дніпровських водосховищ, дослідженнях на експериментальних водозборах Богуславського гідролого-гідрохімічного стаціонару, Придеснянської та Велико-Анадольської воднобалансових станцій, дослідженнях на водоймах-охолоджувачах Хмельницької, Південно-Української та Запорізької АЕС, в басейнах річок Дніпра, Прип'яті, Південного Бугу, Тиси, Західного Бугу, Дністра.

## Наукові праці
Автор понад 180 наукових праць. Основні праці:
1. Загальна гідрологія: Підручник. — К.: ВПЦ «Київський університет», 2008. — 399 с. (у співавторстві).
2. Гідрометеорологічні умови басейну Чорної Тиси та їх вивчення. Навчальний посібник.- К.: ВГЛ «Обрії», 2005.- 172 с.(у співавторстві).
3. Українські гідрологи, гідрохіміки, гідроекологи. Довідник. К.: Ніка-Центр, 2004.- 176 с. (у співавторстві).
4. Гідролого-гідрохімічна характеристика мінімального стоку річок басейну Дніпра. К., 2007. — 184 с. (у співавторстві).
5. Термічний та льодовий режими річок басейну Дніпра з другої половини XX століття. К.: Ніка-Центр, 2010.- 196 с.(у співавторстві).
6. Сучасний водний режим річок України (ландшафтно-гідрологічний аналіз). К.: Ніка-Центр, 2010.-316 с.
7. Методики гідрографічного та водогосподарського районування території України відповідно до вимог Водної Рамкової Директиви Європейського Союзу. Науково-методичне видання. — К.: Інтерпрес ЛТД, 2013. — 56 с.(у співавторстві).
8. Гідроекосистеми заповідних територій верхньої Прип'яті в умовах кліматичних змін. К.: Кафедра, 2013.- 228 с.(у співавторстві).